# Norman Joseph Woodland
Norman Joseph Woodland, également connu sous les noms N. Joseph Woodland et N. J. Woodland, né le 6 septembre 1921 à Atlantic City (New Jersey) et mort le 9 décembre 2012 à Edgewater (New Jersey), est un inventeur américain. Il est surtout connu pour avoir inventé le code-barres, qu'il brevète en octobre 1952.

## Biographie
Woodland naît le 6 septembre 1921 à Atlantic City (New Jersey). Il est l'aîné de deux garçons. 
Après avoir étudié à la Atlantic City High School (en), Woodland commence des études en sciences et obtient un baccalauréat en génie mécanique de l'université Drexel en 1947. Il fait son service militaire et sert comme assistant technique au projet Manhattan au Laboratoire national d'Oak Ridge (Tennessee) lors de la Seconde Guerre mondiale. En 1948-1949, il enseigne le génie mécanique à Drexel.
Alors qu'il est étudiant en master à l'université Drexel, à Philadelphie, son ami Bernard Silver lui rapporte avoir entendu une conversation entre un de ses professeurs en ingénierie et le dirigeant de la chaine de commerce Food Fair, qui se demande comment tracer et répertorier rapidement ses produits. Se servant de son expérience au sein du Projet Manhattan, le programme militaire américain pour développer la bombe atomique, M. Woodland décide de quitter l'université pour se consacrer à sa nouvelle idée : le code-barres.
C'est à Miami qu'il a l'idée d'utiliser le motif à rayures zébrées pour stocker des informations en dessinant des lignes dans le sable sur la plage, tentant d'imiter le code morse.
M. Woodland et son associé Bernard Silver, décédé dans les années 1960, déposent le brevet du code-barres en 1952 et le vendent à l'entreprise d'électronique Philco pour 15 000 dollars. Il a travaillé pour IBM durant trente-cinq ans avant de prendre sa retraite en 1987. Il a également fait partie de l'équipe qui a développé le laser capable de lire les codes-barres dans les années 1970, transformant la manière de faire les courses des Américains.
Il est décédé le 9 décembre 2012 des suites de la maladie d'Alzheimer dans une maison de retraite du New Jersey, où il était né. Au moment de sa mort, il est marié et père de deux filles.

## Prix et distinctions
- 1973 : Outstanding Contribution Award d'IBM[2]
- 1992 : National Medal of Technology remise par le président des États-Unis George H. W. Bush[4]
- 1998 : Mention honorifique de l'université Drexel[2]
- 2011 : National Inventors Hall of Fame[5]